# موردن، لندن
latitudeموردن، لندنlongitudeموردن، لندن
موردن، لندن (به انگلیسی: Morden) یک ناحیه در لندن است که در منطقه مرتون لندن واقع شده‌است.
ایستگاه متروی موردن در این ناحیه قرار دارد.

## نگارخانه

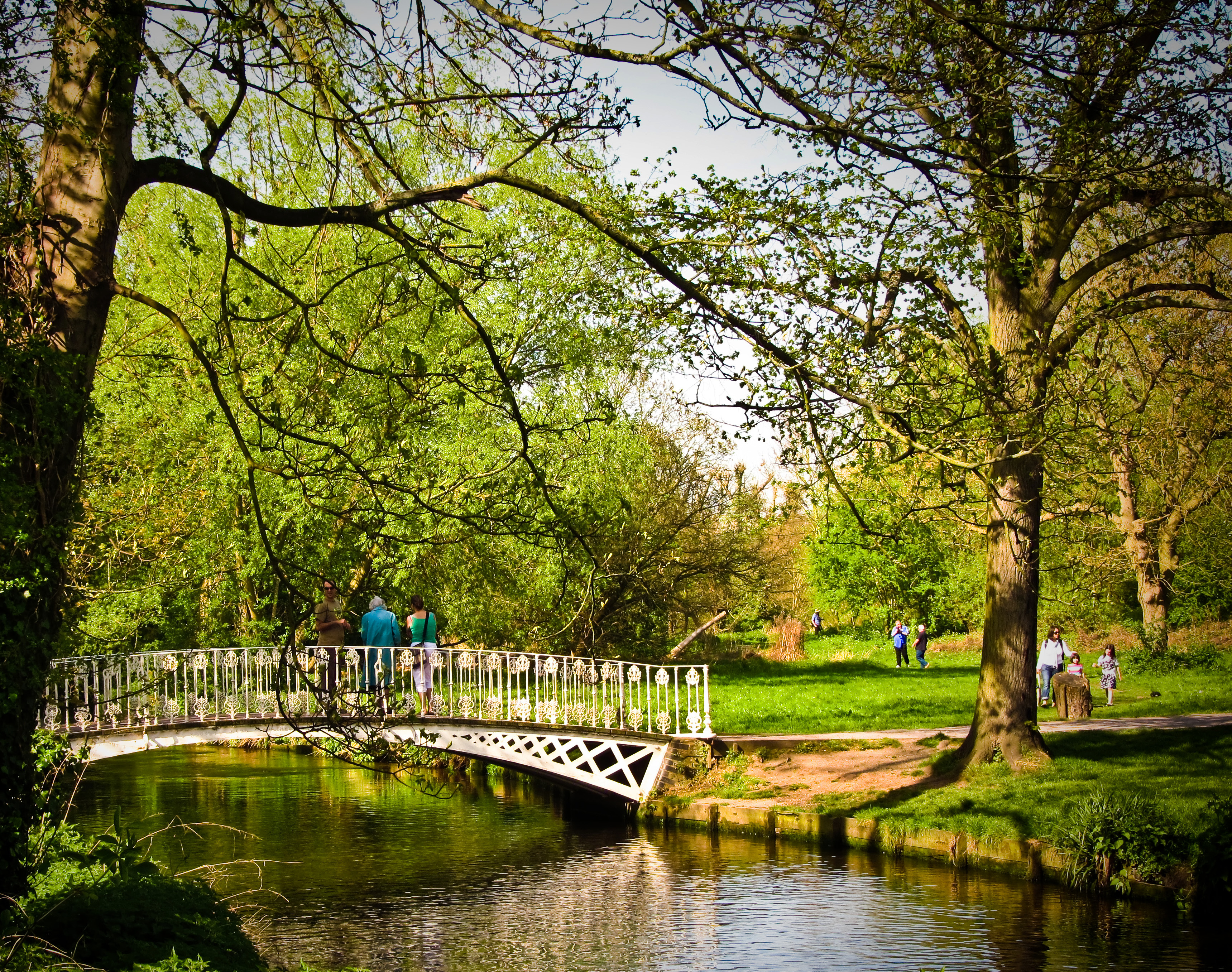
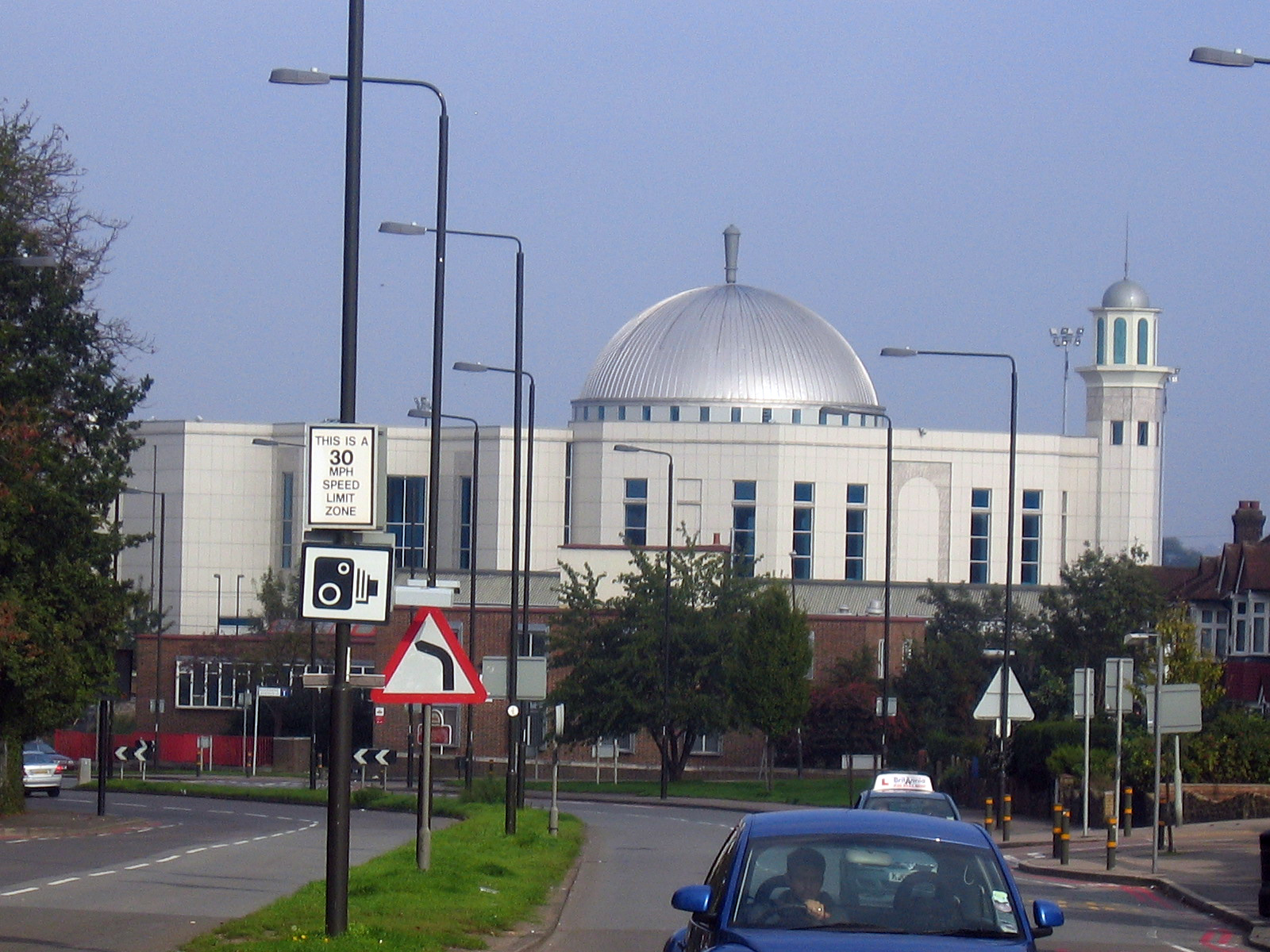
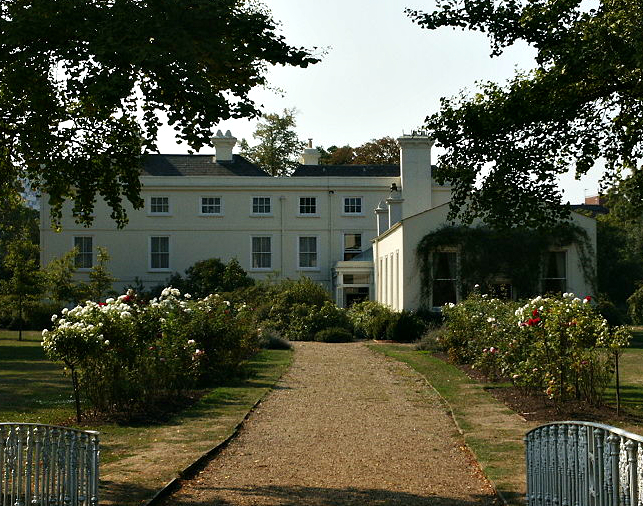
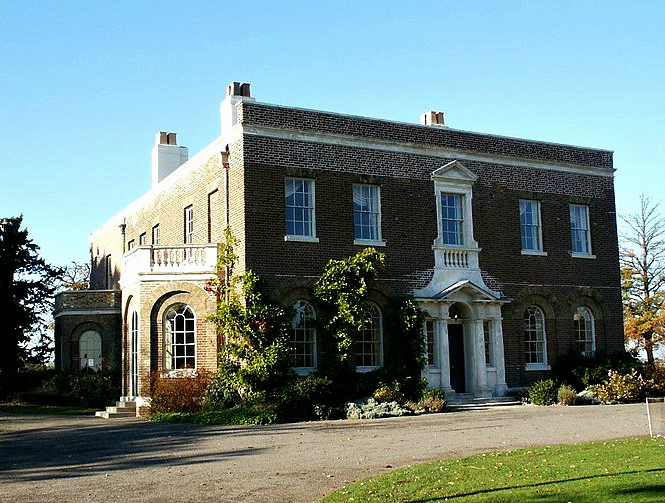
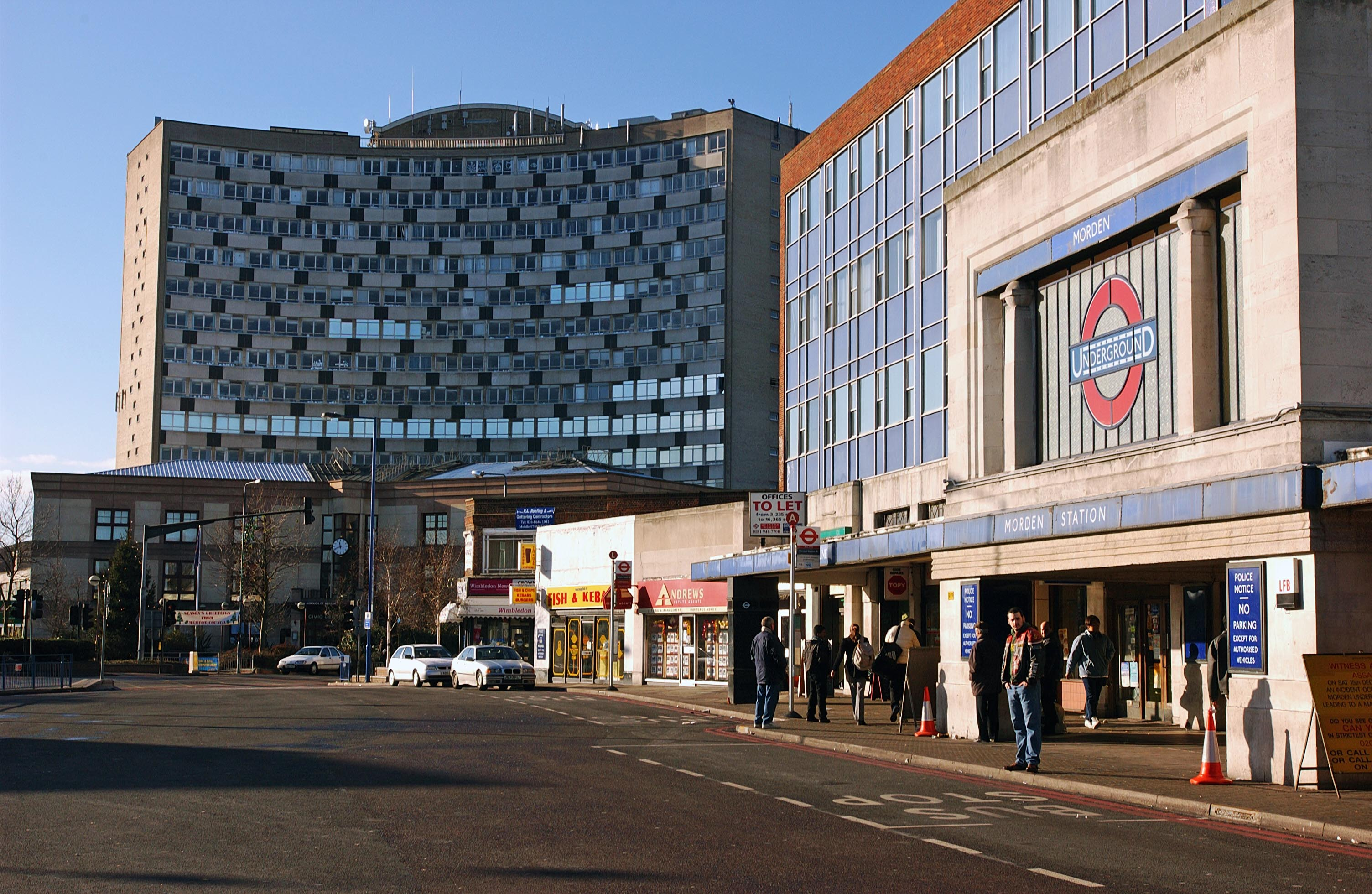
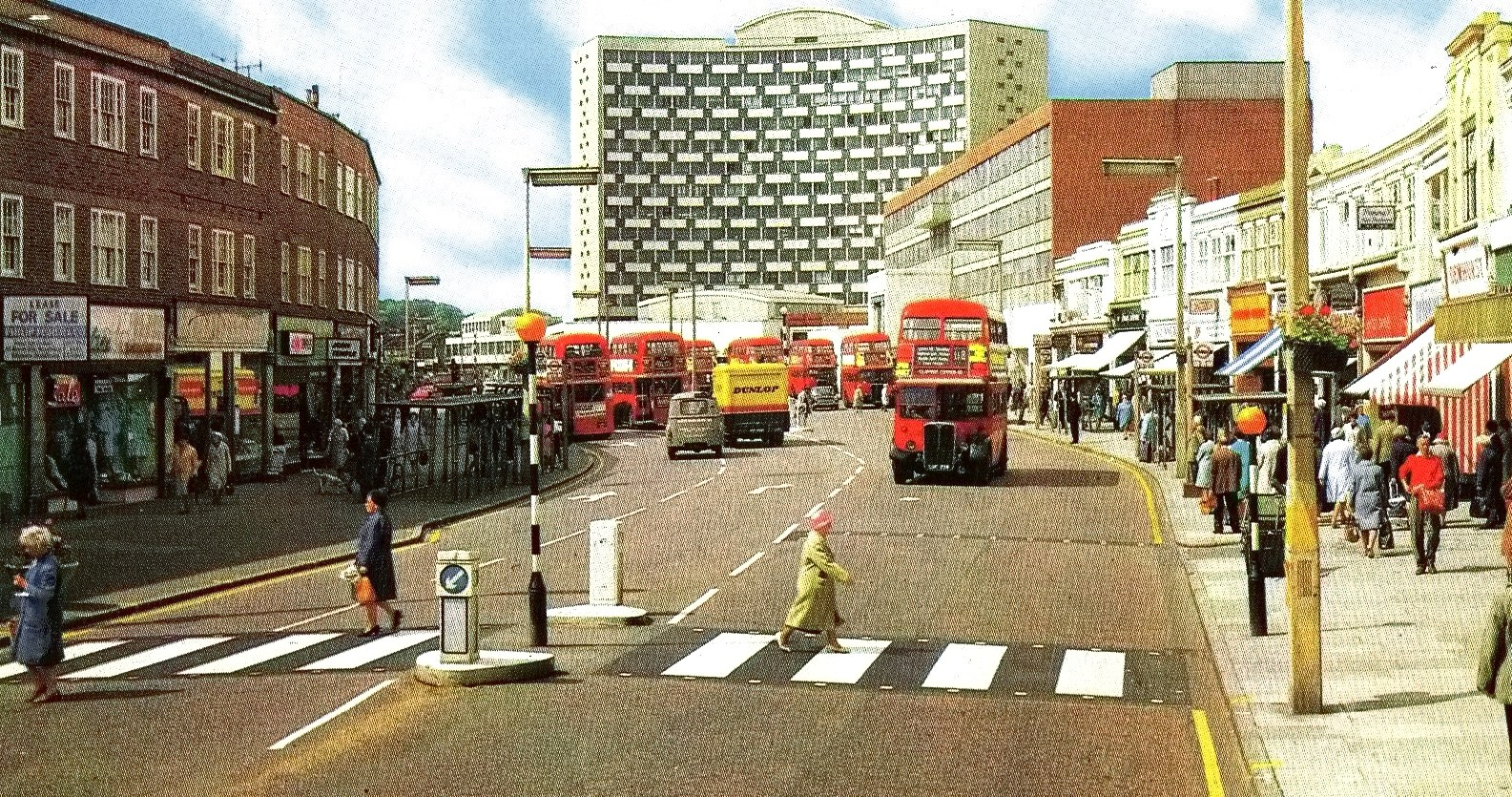
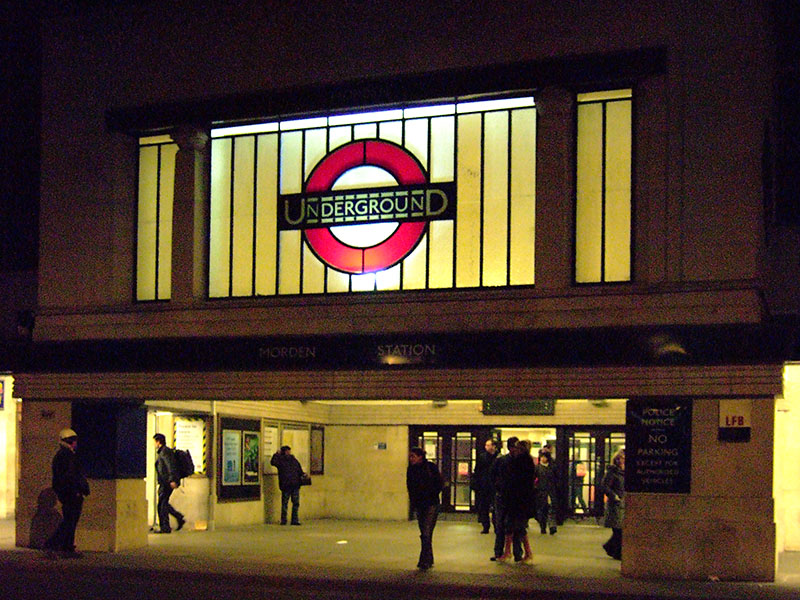

## خصوصیات
موردن ۴۸٬۲۳۳ نفر جمعیت دارد.